# Fusiplata unita
Fusiplata unita är en insektsart som beskrevs av Irena Dworakowska 1993. Fusiplata unita ingår i släktet Fusiplata och familjen dvärgstritar.
Artens utbredningsområde är Nepal. Inga underarter finns listade i Catalogue of Life.